# Malema

Ubicación del distrito de Malema en Mozambique

Malema es una villa y también uno de los veintiún distritos que forman la provincia de Nampula en la zona septentrional de Mozambique, región fronteriza con las provincias de Cabo Delgado de Niassa y de Zambezia. Región ribereña del Océano Índico.
La sede de este distrito es la villa de Malema.

## Características
Situado en el extremo occidental de la provincia.
Limita con el río Lúrio, frontera con la provincia de Niassa, distritos de Nipepe , Cuamba Maúa y Metarica;
al sur con el río Ligonha y los montes de Namuli, frontera con la provincia de Zambezia, distritos de Gurúè y Alto Molócue; 
al este con los distritos de Ribaué y Lalaua;
y al oeste con el río Lúrio, frontera con la provincia de Niassa, distrito de Nipepe.
Tiene una superficie de 6 386 km² y según datos oficiales de 1997 una población de 128.732 habitantes, lo cual arroja una densidad de 21 habitantes/km². En 2005 contaba con 149 782 habitantes.

## División administrativa
Este distrito formado por seis localidades, se divide en tres puestos administrativos (posto administrativo), con la siguiente población censada en 2005:
- Malema, sede y 92 324 (Muralelo, Nataleia y Nioce).
- Chihulo,11 701.
- Mutuali, 45 756 (Tapaca).